# Manuela Wisbeck
Manuela Wisbeck (* 6. Juni 1983 in Stralsund) ist eine deutsche Schauspielerin.

## Beruflicher Werdegang
Zunächst besuchte Manuela Wisbeck die Karl-Liebknecht-Realschule in Barth, dann schloss sie eine Schauspielausbildung an der Theaterakademie Vorpommern in Zinnowitz an.
Sie begann ihre Karriere 2007 mit der Hauptrolle in der Fernsehserie Böse Mädchen auf RTL. Außerdem wirkte sie bei Zack! Comedy nach Maß und Achtung! Hartwich, im Kinofilm Die Friseuse, Alarm für Cobra 11, Doctor’s Diary, Siebenstein, Kill your Darling mit. Seit September 2009 spielt sie in der Krimiserie Notruf Hafenkante die Rolle der Frauke Prinz. 2011 spielte sie eine Nebenrolle in der Verfilmung des Romans Resturlaub von Tommy Jaud. In dem Film Schlussmacher von 2013 spielt sie die Rolle der Gabriela Becher.
Im Jahr 2013 nahm Manuela Wisbeck an der sechsten Staffel der RTL-Show Let’s Dance teil, bei der sie als Fünftplatzierte mit Tanzpartner Massimo Sinató ausschied.
Im März 2022 nahm Manuela Wisbeck als Kandidatin an der Sendung Die Küchenschlacht teil. Im Februar 2025 ist sie eine von zehn Kandidatinnen und Kandidaten in der neunten Staffel der Sendung Das große Promibacken.

### Privates
Wisbecks Mutter ist Fleischerin, ihr Bruder Koch, sie selbst kocht auch gern.
Seit Mai 2015 ist Wisbeck mit ihrer Partnerin Karen Meyhöfer liiert. Gemeinsam lebten sie zunächst in Berlin, später in Wandlitz.

## Filmografie
- 2007–2012: Böse Mädchen (Fernsehserie, 24 Episoden)
- 2007: Zack! Comedy nach Maß (Fernsehserie)
- 2008: Achtung! Hartwich
- 2008: Alarm für Cobra 11 (Fernsehserie)
- seit 2009: Notruf Hafenkante (Fernsehserie)
- 2009: Kill Your Darling
- 2010: Die Friseuse
- 2011: Resturlaub
- 2012: Siebenstein
- 2013: Let’s Dance
- 2013: Schlussmacher
- 2013: SOKO Wismar (Fernsehserie, Episode 188, „Das Ende vom Lied“)
- 2014: Dr. Klein (Fernsehserie – eine Episode)
- 2016: Promi Shopping Queen (Platz 1)
- 2017: Zwei Bauern und kein Land
- 2018: Löwenzahn (Folge 374)
- 2018: Gute Zeiten, schlechte Zeiten (Fernsehserie, 33 Folgen)
- 2018: Pauls Weihnachtswunsch
- 2022: Die Küchenschlacht
- 2023: Löwenzahn (Staffel 42, Folge 5)
- 2023: Promi Big Brother
- 2025: Das große Promibacken